# Мавзолей на героите от Матеяш
Мавзолеят на героите, известен още като Мавзолей на Матеяш, е паметник в Румъния, окръг Арджеш, община Валя Маре Правъц, посветен на героите от Първата световна война (наричана в страната Война за национално обединение) от 1916 – 1918 г.
Паметникът е включен под № 1010, с код AG-IV-m-A-14017, в Списъка на историческите паметници, актуализиран със Заповед на министъра на културата и вероизповеданията № 2244 от 8 юли 2004 г.
Разположен е на европейския път E574 (DN 73), на 11 км от Къмпулунг към Брашов, на хълма Матеяш.

## Военна история
Там, в района на Матеяш, групировката Намаиещ, командвана от генерал Траян Гъйсяну и включваща 22-ра и 12-а пехотна дивизии, успява да устои на по-добре екипиран и много по-добре подготвен противник от 25 септември (8 октомври нов стил) до 10 (23) ноември 1916 г. Чрез битките, проведени там, напредването на Централните сили към Влашката равнина е спряно, но поради пробива на фронта при река Жиу на групировката е заповядано да се оттегли – без да е победена – към град Търговище (окръг Дъмбовица) на 16 (29) ноември 1916 г.

## История на мавзолея
Мавзолеят е издигнат между 1928 и 1935 г., по плановете на архитектите Думитру Йонеску-Берекет и Стате Балошин от строителя Де Николо. В строителството е използван основно варовик от Албещ. Сградата е съставена от 2 тела:
- хоризонтално – костницата, която в 31 крипти съхранява останките на над 2300 румънски военнослужещи; и
- вертикално – във формата на кула с бордюр, към която води спирално стълбище.[3]

Поради проникването на вода през варовиковите стени Паметникът на героите от Матеяш е подложен на ремонтни работи през 1945 – 1976 г. Вранчанското земетресение от 4 март 1977 г. предизвика множество пукнатини, поради което са предприети мерки за укрепване през 1978 г.
Между 1980 и 1984 г. Мавзолеят на героите е разширен чрез изграждане на парадна тераса, налагаща стълби за достъп, музейни стаи, барелеф с дължина 16 м и височина 3,5 м, изпълнен от скулптора Адриан Раду от Къмпулунг. Построена е и бялата каменна чаша Албещ, която гори вечен пламък в памет на героите, паднали на Матеяш.